# Будлинг
Будлинг (фр. Budling) насеље је и општина у североисточној Француској у региону Лорена, у департману Мозел која припада префектури Тионвил Ест.
По подацима из 2011. године у општини је живело 178 становника, а густина насељености је износила 31,06 становника/km². Општина се простире на површини од 5,73 km². Налази се на средњој надморској висини од 233 метара (максималној 343 m, а минималној 176 m).

## Демографија
| 1962. | 1968. | 1975. | 1982. | 1990. | 1999. | 2011. |
| ----- | ----- | ----- | ----- | ----- | ----- | ----- |
| 149   | 162   | 162   | 173   | 158   | 157   | 178   |

График промене броја становника у току последњих година